# La vuelta de Rocha
La vuelta de Rocha es una película argentina en blanco y negro dirigida por Manuel Romero sobre su propio guion que se estrenó el 8 de septiembre de 1937 y que tuvo como protagonistas a Mercedes Simone, Pedro Maratea, Alicia Barrié y Tito Lusiardo.

## Sinopsis
Película que narra enredos sentimentales y policiales en el barrio de La Boca junto a la porción del Riachuelo llamada Vuelta de Rocha.

## Reparto
- Mercedes Simone
- Pedro Maratea
- Alicia Barrié
- Tito Lusiardo
- Marcos Caplán
- Hugo del Carril
- Marcelo Ruggero
- Benita Puértolas
- María Esther Buschiazzo
- Mary Parets
- Juan Mangiante
- Floren Delbene
- Antonio Capuano
- Francisco Audenino
- Jorge Villoldo ... Hombre del cabaret (sin acreditar)

## Comentario
El crítico Roland opinó sobre Romero:

"domina, siempre que quiere, los más complicados mecanismos de la maquinaria directiva, dando una sensación de movimiento que pocoas veces logran sus colegas...que influyen en la predisposición del público para aceptar o tolerar, vicios argumentales o fallas de orden técnios"